# 최열 (평론가)
최열(崔, 1956년 - )은 대한민국의 언론인, 사회기관단체인, 미술평론가이다.

## 학력
- 중앙대학교 예술대학원 석사

## 약력
- 1979 8월 광주자유미술인협의회 조직
- 1980 2월 조선대학교 미술대학 졸업
- 1983 10월 미술공동체 결성
- 1984 민중문화운동협의회 창립 참가
- 1985 민족미술협의회 창립준비위원 초대 간사
- 1987 민족민중미술운동전국연합 결성
- 1991 국가보안법 위반혐의 체포, 투옥
- 1993 민중미술15년전(국립현대 미술관) 기획위원, 실무위원
- 1993 한국근대미술사학회 창립 발기인
- 1993 한국근대미술사학회 초대 학술담당 간사
- 1995 김복진서거55주기 기념사업회 간사
- 1997 월간 <<가나아트>> 기획위원, 편집장
- 1997 가나아트센터 기획실장
- 1998 <<한국근대미술의 역사>>(열화당) 간행
- 2001 김복진탄신100주년기념사업회 운영위원
- 2004 민족문제연구소 친일인명사진편찬위원회 상임위원
- 2005-2008 문화재청 문화재전문위원
- 2005 인물미술사학회 창립 발기인
- 2006 석남미술이론상 운영위원
- 2008-2010 김달진미술자료박물관 학예실장
- 2009 정관김복진미술이론상 운영위원
- 2009 오월 모임 결성
- 2010-2011 한국근현대미술사학회 회장
- 2010-2012 김종영미술관 학예실장
- 2011 정현웅기념사업회 운영위원
- 2013-2014 인물미술사학회 회장
- 2020 좋은 재료를 사랑하는 미술인 모임 결성
- 2022 한국근대미술연구소 운영위원장
- 2023 정관학회 회원
- 2024 인물미술사연구소 소장
- 2024 국립20세기(근대)미술관 설립 전국회의 대표

## 저서
- <<한국근대사회미술론>>(위상미술동인, 1981)
- <<한국현대미술운동사>> (돌베개, 1991)
- <<민족미술의 이론과 실천>>(돌베개, 1991)
- <<한국만화의 역사>>(열화당, 1995)
- <<김복진 힘의 미학>>(재원, 1995 )
- <<근대 수묵 채색화 감상법>>*대원사, 1996)
- <<한국근대미술의 역사>>(열화당, 1997)
- <<사군자 감상법>>(대원사, 2000)
- <<한국근대미술비평사>>(열화당, 2001)
- <<한국현대미술의 역사>>(열화당, 2006)
- <<미술과 사회-최열 미술비평전서>>(청년사, 2009)
- <<한국근현대미술사학-최열 미술사전서>>(청년사, 2010)
- <<권진규>>(마로니에북스, 2011 )
- <<박수근평전 -시대공감>>(마로니에북스, 2011 )
- <<한국현대미술비평사>>(청년사, 2012 )
- <<옛그림 따라 걷는 서울길>>(서해문집, 2012 )
- <<옛그림 따라 걷는 제주길>>(서해문집, 2012 )
- <<이중섭평전>>(돌베개, 2014)
- 점자책 <<옛그림 따라 걷는 제주길>>(제주도문화정보 점자도서관, 2014)
- <<미술사 입문자를 위한 대화>>(혜화1117, 2018)
- <<옛 그림으로 본 서울>>(혜화1117, 2020)
- <<옛 그림으로 본 제주>>(혜화1117, 2021)
- <<추사 김정희 평전>>(돌베개, 2021)
- <<이중섭, 편지화>>(혜화1117, 2023)
- <<옛그림으로 본 조선 1 금강>>(혜화1117, 2024)
- <<옛그림으로 본 조선 2 강원>>(혜화1117, 2024)
- <<옛그림으로 본 조선 3 경기 충청 전라 경상>>(혜화1117, 2024)

## 상훈 경력
- 1999 <제2회 한국미술저작상>(<<한국근대미술의 역사>>)
- 1999 <문화관광부 우수학술도서>선정(<<한국근대미술의 역사>>)
- 2002 <대한민국 문예진흥원 우수예술도서> 선정(<<한국근대미술비평사>>)
- 2007 <대한민국학술원 우수학술도서>선정 (<<한국현대미술의 역사>>)
- 2007 <문화체육관광부 우수학술도서>선정(<<한국근현대미술의 역사>>)
- 2008 <대한민국 정기간행물문화대상 저작상>(<<한국현대미술의 역사>>)
- 2010 <제15회 월간미술대상 저작상>(<<한국근현대미술사학>>)
- 2011 <문화체육관광부 우수학술도서>선정(<<한국근현대미술사학>>)
- 2012 <정현웅연구기금>(정현웅기념사업회)
- 2013 <문화체육관광부 우수학술도서> 선정 (<<한국현대미술비평사>>)
- 2014 <책을만드는사람들 선정 인문사회자연과학 분야 올해의 책 선정>(<<이중섭평전>>)
- 2015 <문화체육관광부 세종도서>선정(<<이중섭평전>>)
- 2022 <혜곡최순우상>(<<옛그림으로 본 서울>> 내셔널트러스트)
- 2024<한국출판문화산업진흥원 세종도서>선정(<<옛그림으로 본 조선 1 금강>>)
- 2024 <제37회 우현학술상>(<<추사 김정희 평전>> 인천문화재단)